# Elisabeth Arwill-Nordbladh
Elisabeth Arwill-Nordbladh, född 1 december 1947 i Lidingö församling, är professor emerita i arkeologi vid Göteborgs universitet. Hennes forskning rör sig kring både vikingatid och medeltid och handlar bland annat om samspelet mellan kropp och materiella ting i människors tillvaro samt manligt och kvinnligt i olika tidsperioder.

## Priser och utmärkelser
- 2020 – Hildebrandspriset[3]